# ふたりの証拠
『ふたりの証拠』（ふたりのしょうこ、フランス語: La Preuve）は、ハンガリー出身のスイス人作家であり、フランス語を話すアゴタ・クリストフによる小説『悪童日記』の続編であり、1988年にスイユ出版社から刊行され、1991年に堀茂樹により、日本語に訳された。

## 主な登場人物
・リュカ　国境の近くの〈おばあちゃんの家〉に住む男性